# Architekturschule Aarhus
Die Architekturschule Aarhus (dänisch: Arkitektskolen Aarhus) ist eine Forschungs- und Bildungseinrichtung mit Sitz im dänischen Aarhus. Sie untersteht direkt dem Kultusministerium.
Die Schule gliedert sich in fünf Fachabteilungen:
- Fachbereich für Architektur und Ästhetik
- Fachbereich für Landschaft und Städtebau
- Fachbereich für architektonisches Kulturerbe
- Fachbereich Design
- Fachbereich Architekturdesign

Die Hochschulausbildung erstreckt sich auf Bachelor- und Graduationsabschlüsse. Im Bereich der berufsorientierten Weiterbildung werden Abschlüsse bis zur Master-Ebene angeboten.
Die Architekturschule Aarhus unterhält Partnerschaften zu anderen Einrichtungen im Rahmen Europäischer Zusammenarbeit von Hochschulen (NORDPLUS, ERASMUS). Darüber hinaus verfügt die Schule über Austauschprogramme mit Schulen in den USA und Japan.